# Glenageary
Glenageary (Iers: Gleann na gCaorach) is een wijk in het zuidelijk deel van het geürbaniseerde gebied van de Ierse hoofdstad Dublin en is gelegen tussen Dún Laoghaire, Dalkey en Sallynoggin. De naam is afkomstig van het Iers-Gaelische Gleann na gCaorach, het dal van de schapen. Bestuurlijk valt de wijk onder het stadsdeel Dún Laoghaire-Rathdown. Kenmerkend voor de wijk zijn de brede, lommerrijke straten en de grote huizen en tuinen.
Het hoogste punt van de wijk wordt gevormd door Glenageary Hill. Op de top van deze heuvel bevinden zich een winkelcentrum en de kroeg The Deer Hunter. Via Upper Glenageary Road kan men hiervandaan ook de lokale golfbaan bereiken. De heuvel biedt een mooi uitzicht op Dublin Bay.
Vanuit het centrum van Dublin is Glenageary onder andere bereikbaar met diverse buslijnen en de Dublin Area Rapid Transit.